# Kipchoge Keino
Kipchoge Keino dit Kip Keino (né le 17 janvier 1940 à Kipsamo) est un athlète kényan. Il est considéré comme le précurseur de la tradition des coureurs des hauts plateaux, dominateurs des courses de demi-fond et plus particulièrement du 3 000 m steeple, distance qui est la chasse gardée des coureurs kényans.

## Carrière sportive
Né dans la Vallée du Rift, il perd ses parents très jeune et vit alors avec son oncle. Il entre dans la police kényane à 18 ans. Durant ces années kényanes, il reçoit parfois les conseils d'un ancien double champion olympique américain, Mal Whitfield, qui a pour mission de développer le sport en Afrique durant les années 1960.
Ses premiers résultats se présentent lors des Jeux de l'Empire britannique et du Commonwealth de 1962. En 1964, il termine à la 5e place, sur les talons du Français Michel Jazy, lors de la finale du 5 000 mètres des Jeux olympiques d'été de 1964, finale remportée par l'Américain Bob Schul.
L'année suivante, il participe à une réunion à Helsinki qui constitue une véritable revanche de la finale olympique précédente. Il y prend une belle 2e place derrière Michel Jazy. Plus tard dans la saison, il établit un nouveau record du monde en abaissant de 6 secondes le record du 3 000 mètres. Pour la première édition des Jeux panafricains, il remporte le titre sur les deux distances du 1 500 et du 5 000 mètres. Plus tard, il bat le record de monde de cette dernière distance.
En 1966, lors des Jeux du Commonwealth de 1966 qui ont lieu à Kingston, il remporte deux titres sur le mile et le 3 mile.

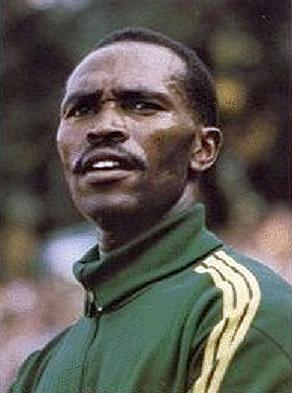
Kipchoge Keino en 1972.

Lors des Jeux olympiques de 1968 à Mexico, il est inscrit sur 3 épreuves, le 10 000 m, le 5 000 m et le 1 500 m. Or, ces jeux, il est proche de ne pas les disputer. Il souffre en effet de calculs biliaires. Les médecins, devant les risques de septicémie, lui interdisent de courir. Il passe outre et dispute tout d'abord le 10 000 mètres. Mais à deux tours de l'arrivée, les douleurs sont trop fortes et il chute. Bien que reparti pour terminer la course, il est disqualifié pour être rentré dans l'intérieur du terrain durant sa chute. Quatre jours plus tard, il dispute le 5 000 mètres. Il y est battu par le Tunisien Mohammed Gammoudi pour deux dixièmes de secondes. Il décide alors de ne pas courir le 1 500 mètres. En effet, il a atteint son but d'obtenir une médaille olympique. Les risques médicaux sont toujours présents. Et, de plus, le 1 500 mètres est promis à l'Américain Jim Ryun qui a pulvérisé le record du monde de la distance, franchissant la barrière des 3 min 35 s lors de la saison précédente. Durant cette course, Keino avait terminé à la 2e place à 7 secondes de Ryun. Au dernier moment, Keino revient sur sa décision: il doit même parcourir une partie de la distance en courant pour accéder au stade olympique à temps. Le rythme élevé imprimé par Keino et, durant le premier tour, par son compatriote Ben Jipcho, asphyxie l'Américain et Keino termine premier avec plus de 20 mètres d'avance sur le second.
Après deux nouvelles médailles aux Jeux du Commonwealth, il participe à ses troisièmes Jeux olympiques avec les Jeux olympiques de 1972 à Munich. Il doit s'aligner sur les distances du 1 500 et du 3 000 mètres steeple. Avec l'absence de l'Américain Jim Ryun éliminé sur chute lors des séries, Keino est le grand favori du 1 500. Mais il se fait surprendre par le Finlandais Pekka Vasala. Il remportera toutefois son second titre olympique lors du 3 000 mètres steeple, distance qu'il n'a disputé que six fois auparavant. Peu à l'aise lors des franchissements, il reste en fin de peloton pour éviter tout risque avant de finalement l'emporter facilement.
Il se retira des pistes en 1973.
En 2012, il est intronisé au Temple de la renommée de l'IAAF.
Lors de la cérémonie d'ouverture des Jeux olympiques d'été de 2016, le CIO lui décerne les premiers Lauriers olympiques pour son action sociale et éducative au Kenya.

## Reconversion
Il occupe le poste de président du Comité national olympique kényan de 1999 à 2017. À ce poste, il tente de lutter contre les départs de sportifs pour des pays offrant des ponts d'or aux athlètes. Il a ainsi refusé que le néo-Qatari Saif Saaeed Shaheen, autrefois connu sous le nom de Stephen Cherono, ne participe aux Jeux olympiques d'été de 2004 à Athènes en vertu du règlement olympique qui, sauf avis favorable du comité olympique d'origine, oblige d'être naturalisé depuis au moins trois ans pour être sélectionnable.

## Accusations de corruptions
Le 15 octobre 2018, sept dirigeants sportifs kényans, dont Kipchoge Keino, sont inculpés pour corruption et détournement de fonds lors des Jeux Olympiques 2016. Le 16 novembre 2018, son avocat indique qu'il est libéré des charges pesant à son encontre et que son statut d'accusé est modifié pour passer à celui de témoin à charge.

## Palmarès

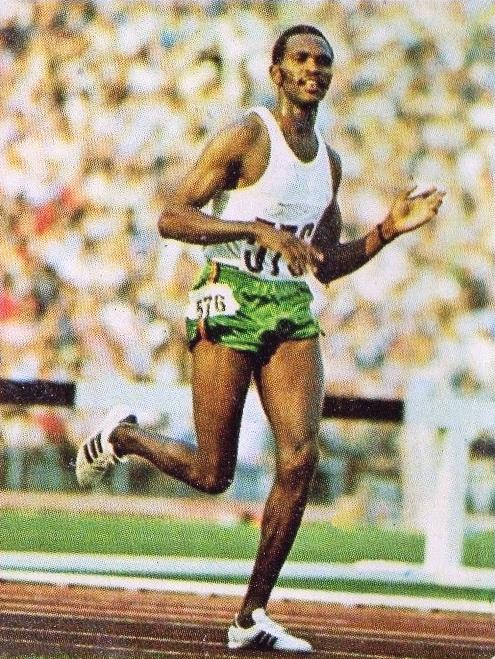
Kipchoge Keino en 1972.

| Date | Compétition                                     | Lieu        | Résultat | Épreuve         | Temps |
| ---- | ----------------------------------------------- | ----------- | -------- | --------------- | ----- |
| 1962 | Jeux de l'Empire britannique et du Commonwealth | Perth       | 11e      | 3 mile          |       |
| 1964 | Jeux olympiques                                 | Tokyo       | 5e       | 5 000 m         |       |
| 1965 | Jeux africains                                  | Brazzaville | 1er      | 1 500 m         |       |
| 1965 | Jeux africains                                  | Brazzaville | 1er      | 5 000 m         |       |
| 1966 | Jeux de l'Empire britannique et du Commonwealth | Kingston    | 1er      | Mile            |       |
| 1966 | Jeux de l'Empire britannique et du Commonwealth | Kingston    | 1er      | 3 mile          |       |
| 1968 | Jeux olympiques                                 | Mexico      | 1er      | 1 500 m         |       |
| 1968 | Jeux olympiques                                 | Mexico      | 2e       | 5 000 m         |       |
| 1970 | Jeux du Commonwealth britannique                | Édimbourg   | 1er      | 1 500 m         |       |
| 1970 | Jeux du Commonwealth britannique                | Édimbourg   | 3e       | 5 000 m         |       |
| 1972 | Jeux olympiques                                 | Munich      | 2e       | 1 500 m         |       |
| 1972 | Jeux olympiques                                 | Munich      | 1er      | 3 000 m steeple |       |

## Records
- Record du monde du 3 000 m : 7 min 39 s 6 en 1965
- Record du monde du 5 000 m : 13 min 24 s 2 en 1965